# Хващино
Хващино (пол. Chwaszczyno, нім. Quaschin) — село в Польщі, у гміні Жуково Картузького повіту Поморського воєводства.
Населення — 3396 осіб (2011).
У 1975-1998 роках село належало до Гданського воєводства.

## Демографія
Демографічна структура станом на 31 березня 2011 року:
|          | Загалом | Допрацездатний вік | Працездатний вік | Постпрацездатний вік |
| -------- | ------- | ------------------ | ---------------- | -------------------- |
| Чоловіки | 1705    | 420                | 1139             | 146                  |
| Жінки    | 1691    | 390                | 1067             | 234                  |
| Разом    | 3396    | 810                | 2206             | 380                  |